# Einar Benediktsson
Einar Benediktsson (1864—1940) foi um poeta e advogado islandês. Foi grande defensor da preservação dos recursos naturais de seu país, além de grande nacionalista, pois buscava a independência da Islândia.
Foi fundador do primeiro jornal impresso do país, o Dagskrá - Reykjavík.
Residiu durante muitos anos em Höfði, casa que viria em 1986 a ser o palco da histórica conferência de Reiquiavique, o primeiro grande passo para o fim da Guerra Fria.